# Verfügung von Todes wegen
Eine Verfügung von Todes wegen ist eine schriftliche Anordnung, die eine (oder mehrere) natürliche Person(en) für den bedingt aufschiebenden Fall ihres Todes trifft (treffen). Die Verfügung wird also erst nach dem Tod, bzw. nachdem jemanden für tot erklärt wurde, wirksam. Darin werden häufig Vermögensübergänge geregelt.

## Testamente und Erbverträge
Verfügungen von Todes wegen beschreiben in Deutschland als Oberbegriff alle rechtsgeschäftlichen Regelungen für den Todesfall, sowohl einseitige als auch vertragliche. Sie werden unterteilt in Testamente (einseitig) und Erbverträge (vertraglich). Testamente und letztwillige Verfügungen sind in § 1937 BGB definiert als einseitige Verfügungen von Todes wegen. Wenn Ehegatten oder Lebenspartner ein sog. gemeinschaftliches Testament errichten, verfügen sie letztwillig im Sinne des § 1937 BGB. Zweiseitig beschlossene Bestimmungen sind im Rahmen eines Erbvertrages zwischen dem Erblasser und dem Erben festzuhalten.

## Regelungen
Für den Todesfall bestimmt das Bürgerliche Gesetzbuch (BGB) die grundlegende Erbfolge. Bei dieser finden ausschließlich Verwandte des Erblassers und dessen Ehepartner bzw. eingetragener Lebenspartner Berücksichtigung. Im Rahmen einer Verfügung von Todes wegen können die Rechtsfolgen der gesetzlichen Erbfolge, sprich Universalsukzession gemäß § 1922 Abs. 1 BGB, durch gewillkürte Erbfolge nach § 1937 BGB in den Grenzen des Pflichtteilsrechts gemäß § 2303 BGB geändert werden. So kann der Erblasser beispielsweise Personen als Erben einsetzen, die nach der gesetzlichen Erbfolge nicht erbberechtigt wären; die Erlasse können die Verteilung des Nachlasses als auch Bestimmungen zur Beerdigung enthalten.
Durch eine Verfügung von Todes wegen können Ehepaare im Güterstand der Gütertrennung vereinbaren, dass für den Todesfall der Güterstand der Zugewinngemeinschaft gelten soll, so dass § 1931 Abs. 4 BGB nicht wirksam wird und der überlebende Ehegatte den pauschalen Zugewinnausgleich durch Erhöhung der Erbquote des überlebenden Ehegatten nach § 1371 BGB verlangen kann; dieser ist nach § 5 ErbStG steuerfrei.

## Formen
- privatschriftliches Testament
- notarielles Testament
- Berliner Testament
- Erbvertrag
- Ehe- und Erbvertrag

### Nottestament
- Bürgermeistertestament (§ 2249 BGB)
- Drei-Zeugen-Testament (§ 2250 BGB)
- Seetestament (§ 2251 BGB)

Siehe auch: Erbrecht, Erbe, Letztwillige Verfügung, Testament